# Graham McMillan
Graham McMillan, né le 21 janvier 1936, est un footballeur australien des années 1950 et 1960.

## Biographie
Il participe aux Jeux olympiques 1956, inscrivant le premier but des Australiens aux Jeux olympiques contre le Japon sur penalty.